# Aars Idræts Klub
Aars Idræts Klub er en fodboldklub i Aars, som blev stiftet i 1900.